# 纳拉西姆哈拉贾普拉
纳拉西姆哈拉贾普拉（Narasimharajapura），是印度卡纳塔克邦Chikmagalur县的一个城镇。总人口7441（2001年）。

## 人口
该地2001年总人口7441人，其中男性3774人，女性3667人；0—6岁人口858人，其中男418人，女440人；识字率77.48%，其中男性为81.72%，女性为73.11%。